# The Fat Duck

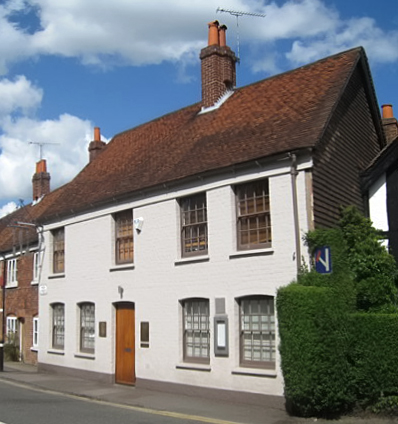
The Fat Duck, Bray, England

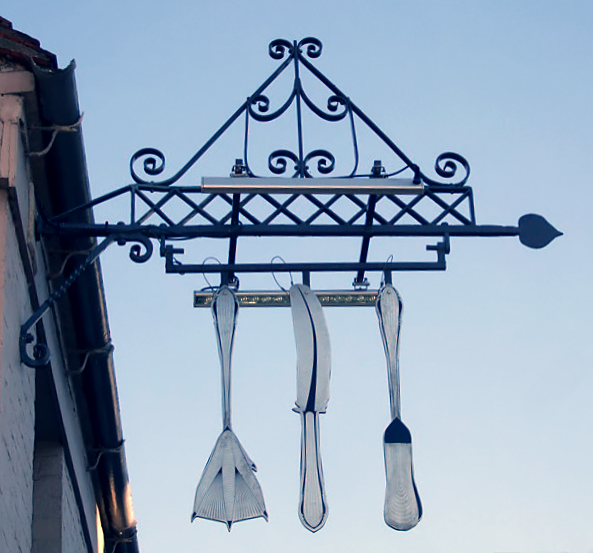
Insignien des Restaurants 'The Fat Duck'

The Fat Duck („Die fette Ente“) ist ein mit drei Michelinsternen ausgezeichnetes Restaurant im englischen Bray im Bezirk Windsor and Maidenhead. Markenzeichen des Restaurants von Küchenchef Heston Blumenthal sind Menüs aus vielen kleinen Gängen und Molekularküche.

## Auszeichnung als Bestes Restaurant der Welt
Das Restaurant The Fat Duck war 2004 eines von dreien im Vereinigten Königreich und Irland, die im Guide Michelin mit drei Sternen ausgezeichnet wurden, eine Bewertung, die bis heute jedes Jahr erneuert wurde. 2005 wurde es vom Restaurant Magazine zum „Besten Restaurant der Welt“ ernannt.

## Die Menüs
Bei der Kreation seiner Gerichte lässt sich Blumenthal von einem eher wissenschaftlich geprägten Ansatz leiten. So werden von den möglichen Zutaten die einzelnen Geschmacks- und Geruchsstoffe analysiert, verglichen und nach dem Grundsatz ‚Gleiches passt zu Gleichem‘ kombiniert. Ein klassisches Beispiel dieser Komponentenkombination ist Schokoladenmuffin mit Blauschimmelkäse.

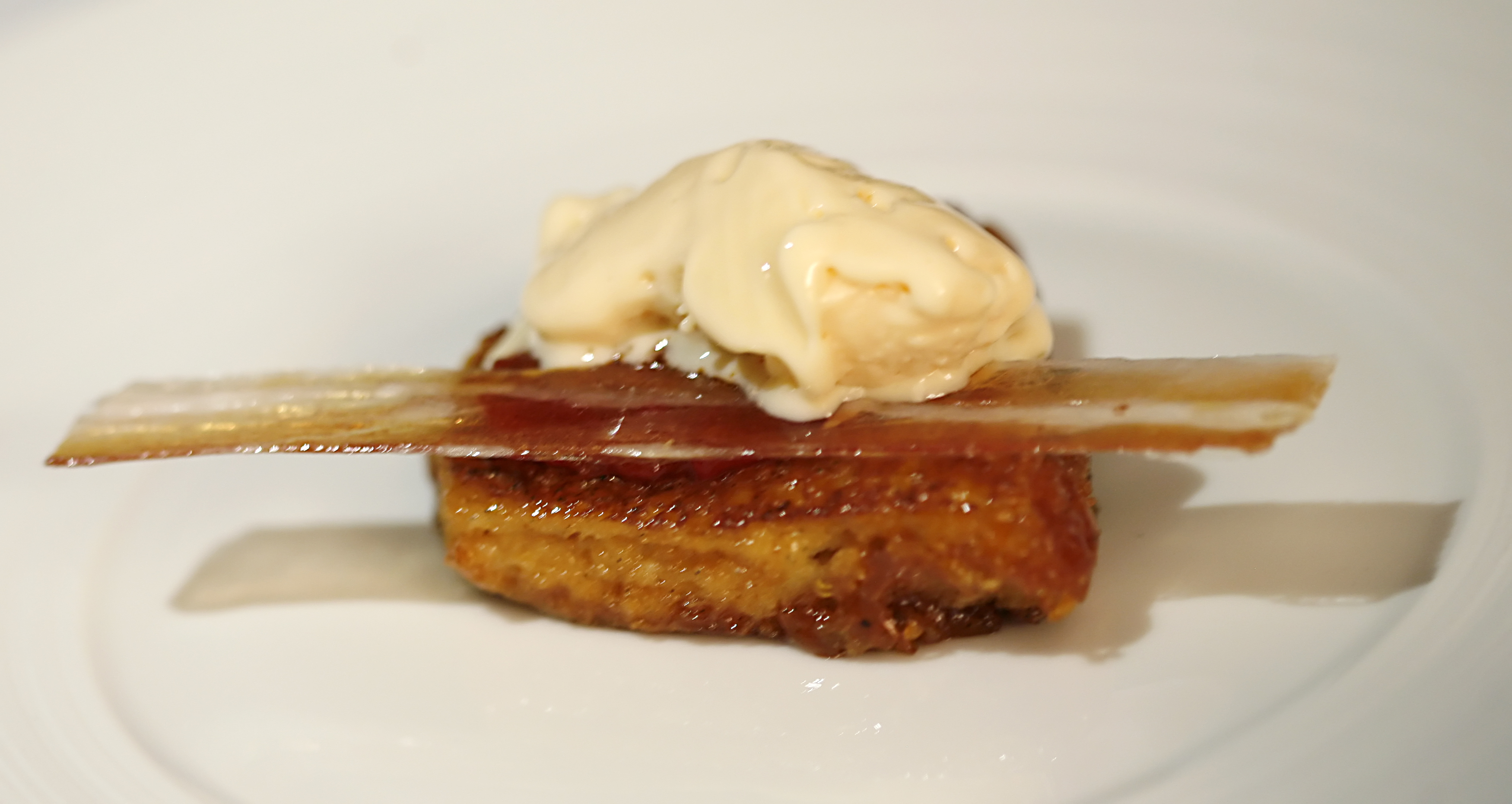
Eiscreme mit Rührei-Schinken-Geschmack auf einem Toast aus Creme-Pain-Perdu

Neben dem Geschmack und Geruch spielt für Blumenthal das Mundgefühl eine herausragende Rolle. Exemplarisch sei Eiscreme mit Rührei- und Schinkengeschmack genannt. Auch spielt die Optik der Gerichte eine wichtige Rolle. Hier wird versucht, durch geschickte Dissonanzen zwischen Geschmack und anderen Sinnesreizen die Erwartungen an die sinnliche Wahrnehmung der Speisen von deren Geschmackserlebnis und Mundgefühl zu trennen. So findet sich unter den Vorspeisen des Restaurants ein Gelee von Orange und Roter Bete, wobei das rote Gelee aus Blutorangen und das orangefarbene Gelee aus orangefarbenen Roten Beten hergestellt wurde.

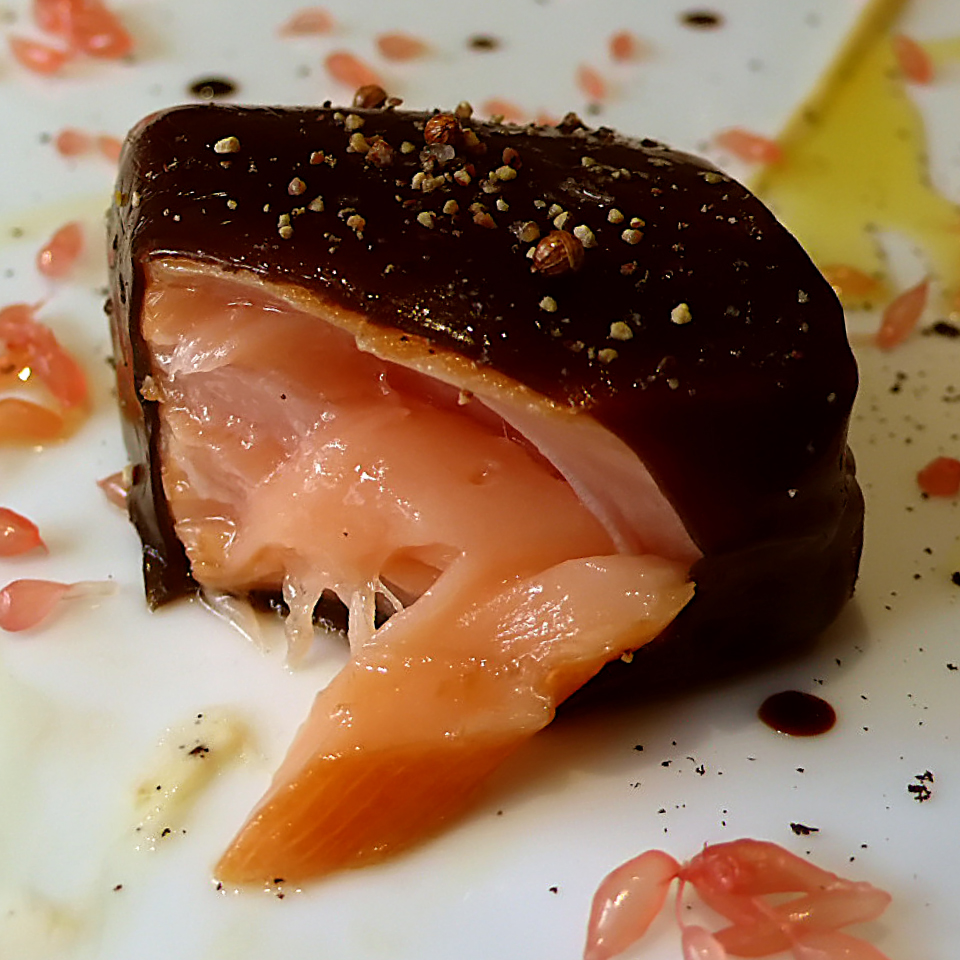
Im Lakritzgelmantel gedünsteter Lachs, serviert mit Artischocken-Vanille-Mayonnaise und Olivenöl

Ein weiteres Beispiel für besondere Garmethoden ist die Entwicklung eines stark alkoholhaltigen Bierteiges: Um die teigumschlossenen Fischfilets saftiger zu halten, hat Blumenthal einen Teig mit Wodka entwickelt. Zum einen soll der neue Teig den Fisch besser umschließen, zum anderen verdampft der anteilige Alkohol schon bei geringeren Temperaturen als Wasser (78 Grad Celsius gegenüber 100 Grad), so dass sowohl der Garvorgang als auch der Abbackvorgang des Teigs bereits bei niedrigeren Temperaturen beginnt.
Eine Synthese aus besonderer Garmethodik und Geschmackskombination findet sich im Pochierten Lachs in Lakritzgelmantel. Hierbei wird ein kleines Stück Lachs vollständig mit einem schwarzen Gelmantel mit Lakritzgeschmack umhüllt. Beim Erhitzen verhindert der Gelmantel das Übertreten von Flüssigkeit in den Lachs sowie das Austreten von Fett und Wasser aus dem Lachs. Vielmehr wird durch den Abschluss des Lachsstückchens dieses im eigenen Dampf gegart. Erst beim Essen kombinieren sich die Lakritzaromen mit dem Fisch.

## Beispielgänge

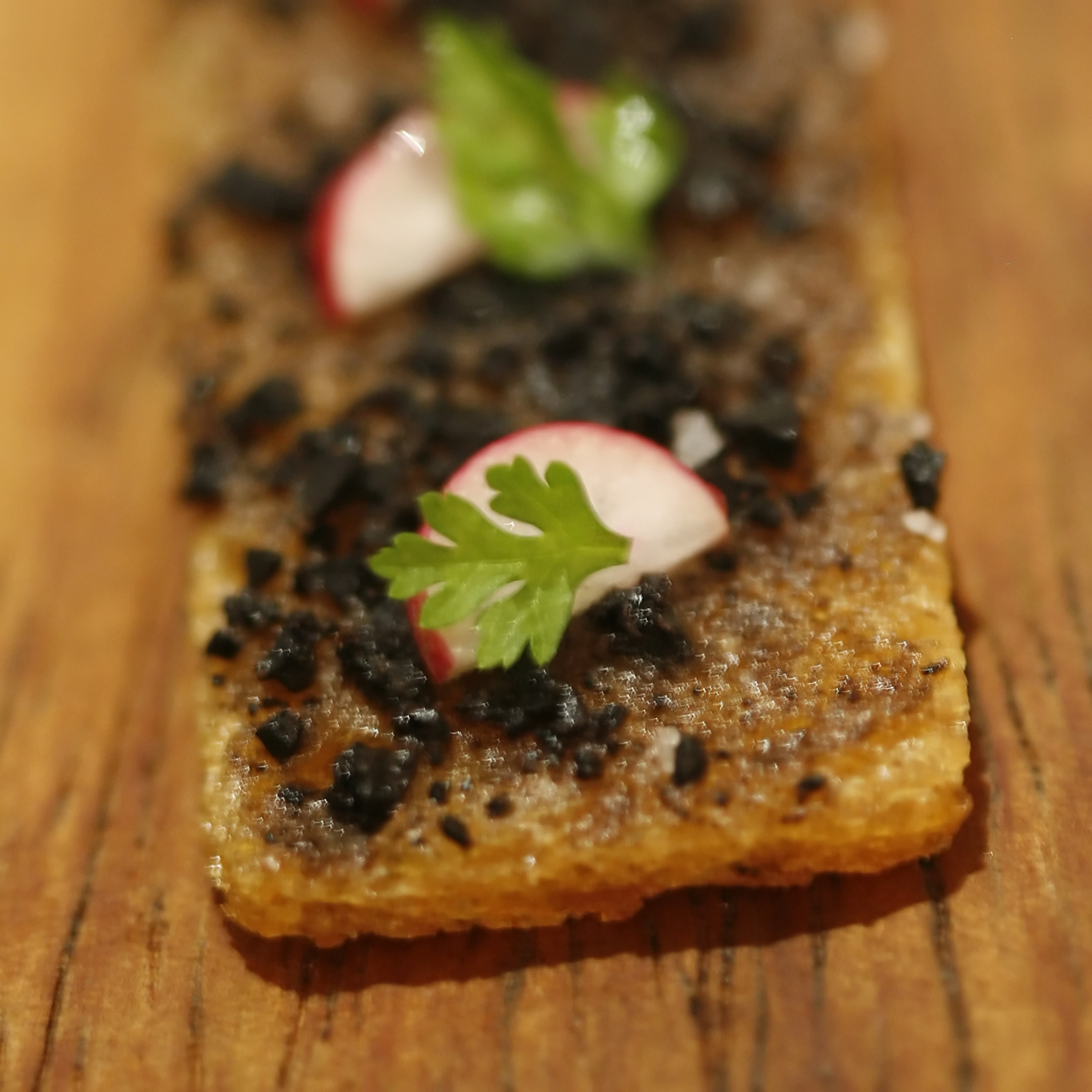
Trüffeltoast mit Radieschenstückchen und Petersilie.
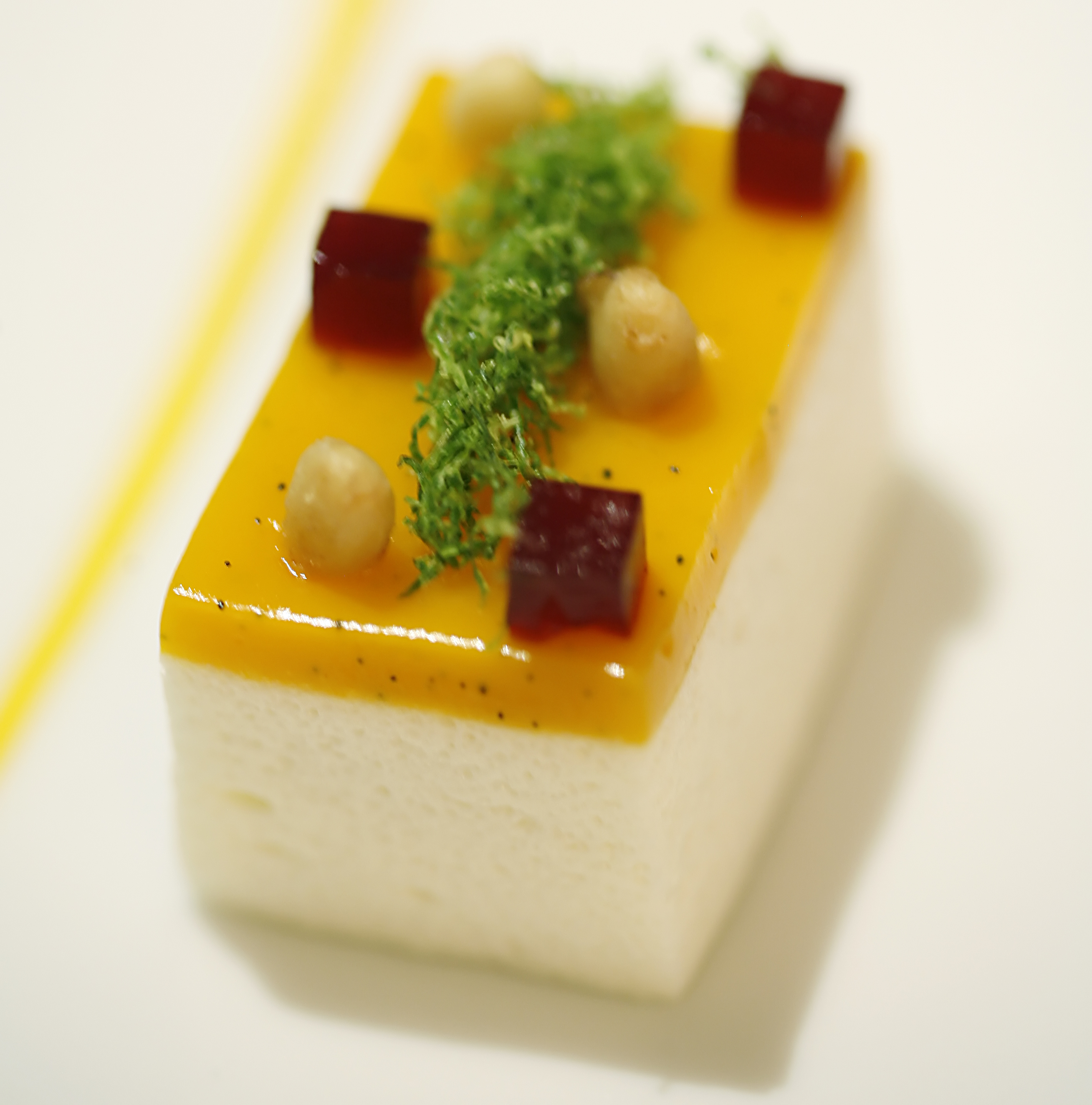
Mangopüree auf einem Douglasien-Mousse.
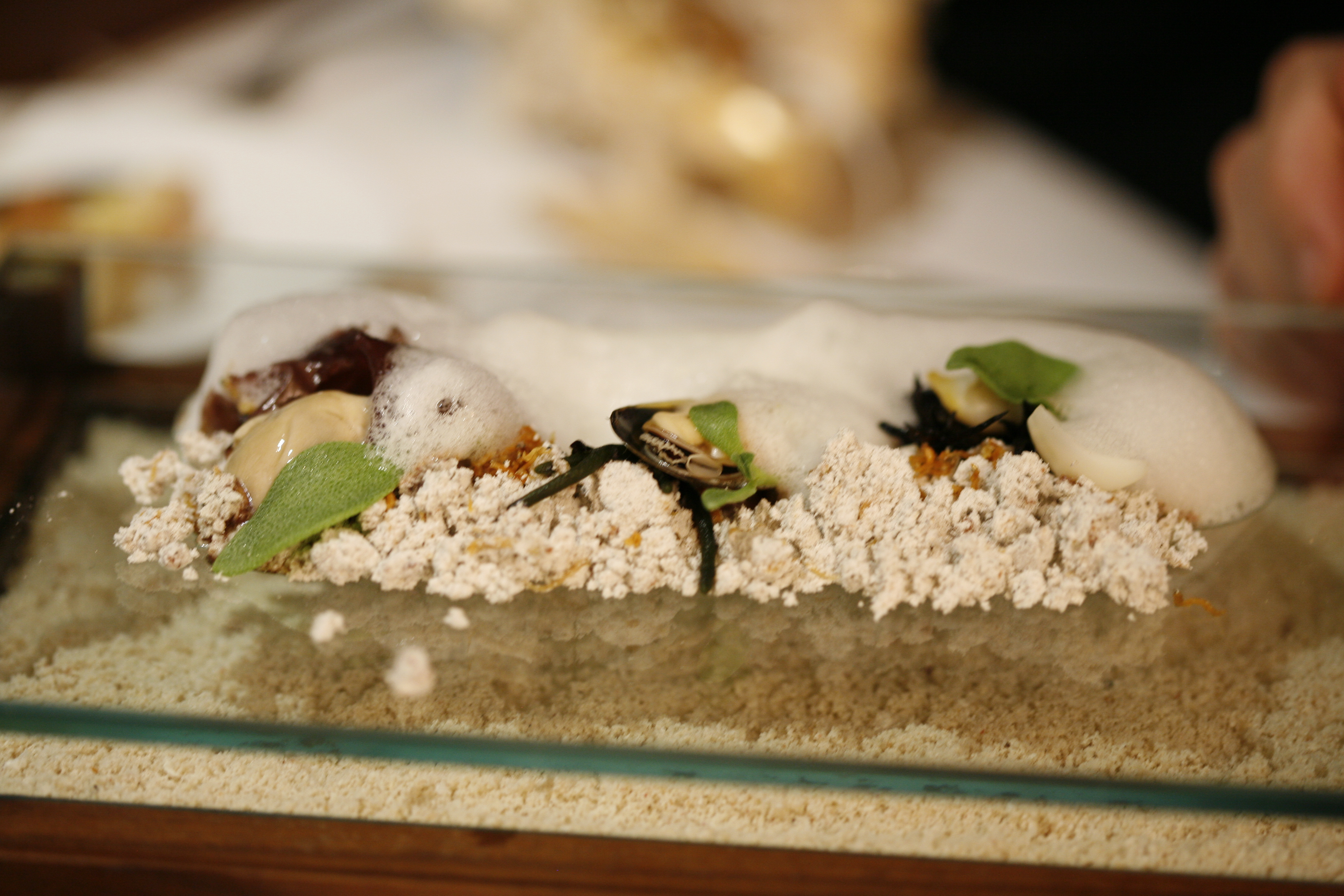
'Sound of the Sea': Seetang-Austern-Schaum und Grieß-Sand.
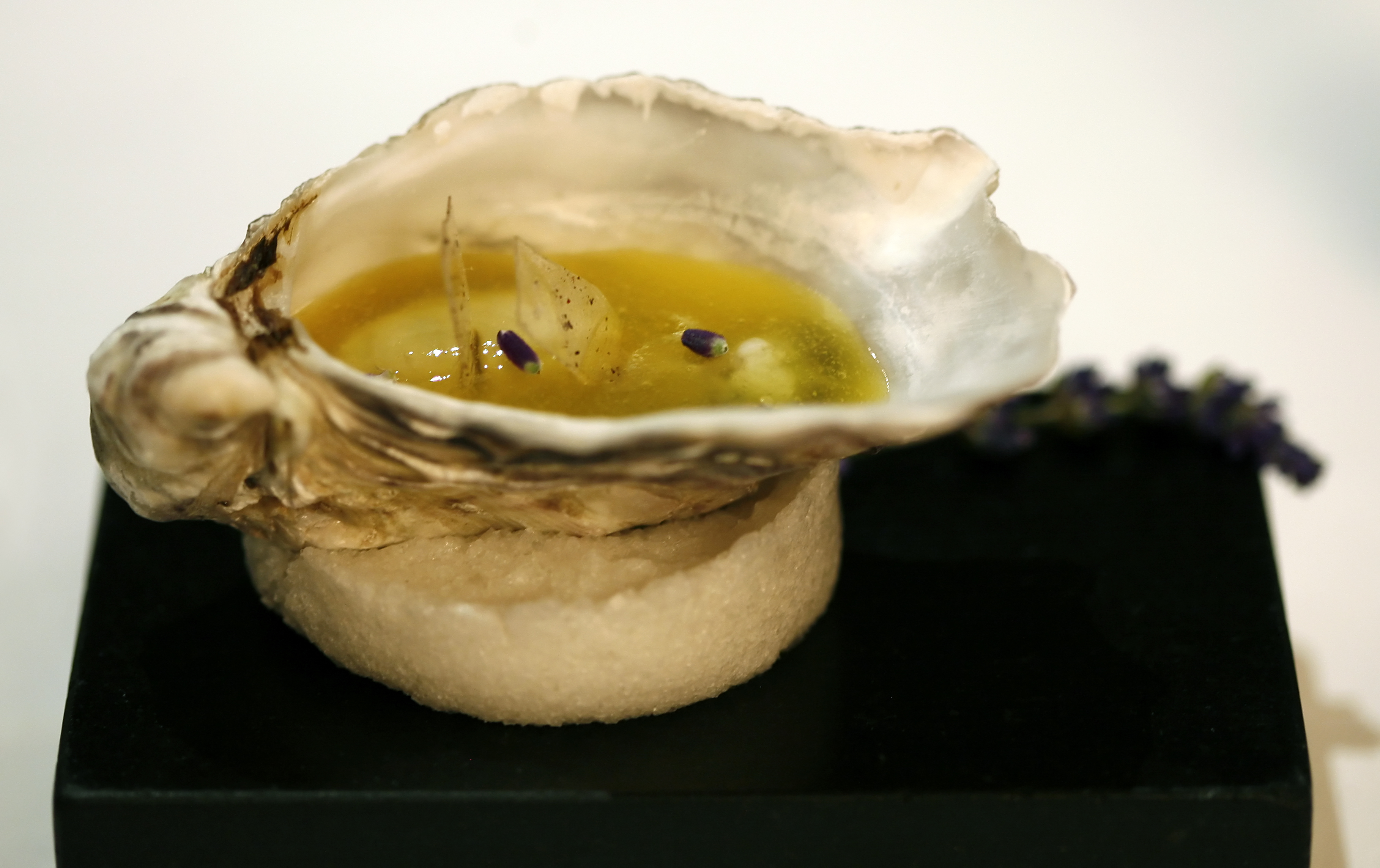
In einer Austernschale servierter Wackelpudding aus Auster und Passionsfrucht an Lavendelblüten.